# Kein Reihenhaus für Robin Hood
Kein Reihenhaus für Robin Hood ist ein deutscher Kriminalspielfilm von Wolf Gremm mit Hermann Lause und Jutta Speidel in den Hauptrollen. Der im Sommer 1980 entstandene Streifen hatte einen Roman von ‑ky (Horst Bosetzky) zur Vorlage.

## Handlung
In einer bundesrepublikanischen Kleinstadt im ostwestfälischen Nirgendwo wird der Industrielle Greskämper von Terroristen entführt. Für die Freilassung des Mannes, dem man für Massenentlassungen in seinem Betrieb verantwortlich macht, verlangen und bekommen die Kidnapper ein Lösegeld in Höhe von einer Million DM. Zwei weitere Handlungsstränge beunruhigen die Kleinstädter nicht minder: Im nahe gelegenen Fluss wurde der Schriftsteller Trupper tot treibend aufgefunden, und ein gefährlicher Triebtäter treibt in der Gegend offensichtlich ebenfalls sein Unwesen. Bald machen sich Angst und Hysterie unter der Bevölkerung breit.
Der Berliner Diplom-Politologe Benno Dropsch und die Pädagogik-Studentin Britta Schmidt, die ihr Studium vorzeitig abgebrochen hat, sind von Berlin in die ostwestfälischen Provinz gezogen, um dort Ruhe und Natur zu finden und überdies das Tabakwarengeschäft von Bennos Großvater zu übernehmen. Bei einem Abendspaziergang durch den nahe gelegenen Wald entdecken die beiden jungen Leute eine schwer verletzte Frau, die von dem gesuchten Triebtäter überfallen wurde. Diese Hannelore Bragulla gehört zu den Terroristen, die Greskämper entführt haben, und hat 750.000 Mark vom Lösegeld bei sich. Als die Frau stirbt, begraben Benno und Britta sie am Ort und nehmen 250.000 Mark an sich. Die restliche halbe Million verteilen sie, wie Frau Bragulla es ihnen abverlangt hatte hat, an die von Greskämper entlassenen Arbeiter. Bald aber kommt ihnen die Polizei auf die Spur, und man nimmt an, dass Benno der Kopf der Entführer sei. Er wird verhaftet, während Britta sich mit ihrem Anteil abzusetzen versucht. Für die beiden „Robin Hoods“ wird es wohl nicht das erträumte Reihenhaus geben …

## Produktionsnotizen
Kein Reihenhaus für Robin Hood entstand als Film-Fernseh-Gemeinschaftsproduktion mit dem ZDF zwischen dem 12. Mai und 11. Juli 1980 in Minden und Umgebung sowie in West-Berlin. Der Film wurde am 2. April 1981 uraufgeführt. Im ZDF erlebte der Film am 27. Juni 1983 seine erste deutsche Fernsehausstrahlung.
Im Rahmen der Uraufführung des Films lüftete der bis dahin ausschließlich unter dem Kürzel „‑ky“ publizierende Vorlagenautor, der Fachhochschulprofessor Horst Bosetzky, seine wahre Identität. Er selbst beurteilte den Film als „Staatsgefährdenden Heimatfilm“.

## Kritiken
„Dieser Film könnte davon handeln, wie der Traum vom verschärften Leben zuschanden gekommen ist. Und handelt nur davon, wie die überaus clevere Produzentin Regina Ziegler in trautem Bund mit dem überaus mächtigen Filmtheater-Unternehmer Heinz Riech einen überaus wirren Fernsehkrimi … der zahlenden Kundschaft als Kino-Ereignis anbietet. So kläglich geht Robin Hood zugrunde: der Rebell als Hochstapler. Die meisten deutschen Filme sind so langweilig, weil sie sich nichts von dem zutrauen, wovon sie angeblich handeln: Anarchie im ‚Tatort‘-Stil (‚Kein Reihenhaus für Robin Hood‘) ist das Gegenteil von Anarchie.“

„Eine aberwitzige Komödie zwischen schwarzem Humor, Sarkasmus und präziser Beschreibung der Wirklichkeit, mit zahlreichen Anleihen bei klassischen Vorbildern wie Hitchcock oder Buñuel. Leider ist der witzige Stoff im formalen Stil deutscher Fernseh-Krimis gedreht, allerdings mit hervorragenden Hauptdarstellern.“